# Wilhelm Berndt
Karl Friedrich Wilhelm Berndt (Hamburg, 2 augustus 1889 - Marne, 16 mei 1945) was een Duitse arts en SS-Brigadeführer en Generalmajor in de Waffen-SS tijdens de Tweede Wereldoorlog. Hij was hoofdarts in het SS-Sanitätswesen.

## Leven
Op 2 augustus 1889 werd Wilhelm Berndt als zoon van Karl F.L. Berndt en Auguste Bertha geboren in Hamburg. Zijn vader was Constabler, vermoedelijk in politiedienst. In de levensloop van zijn proefschrift schreef Wilhelm Berndt daarentegen dat zijn vader protestantse predikant was geweest. Na zijn schooltijd en zijn Abitur studeerde hij drie semesters natuurwetenschappen. Daarna voltooide hij op 27 juni 1914 een studie geneeskunde. Toen de Eerste Wereldoorlog uitbrak, was hij net begonnen aan zijn praktijkjaar aan de medische kliniek in Gießen.

### Eerste Wereldoorlog
Op 10 augustus 1914 werd Berndt net als veel andere medische stagiaires een Notapprobation (noodvergunning) afgegeven voor het einde van de twaalf maanden. De gehele Eerste Wereldoorlog zat hij als militair arts bij het Infanterieregiment 81  (81e Infanterieregiment), en werd meervoudig onderscheiden. Na de wapenstilstand werd Berndt op 10 december 1918 als Oberartz der Reserve (senior arts in de militaire reserve) ontslagen uit militaire dienst.

### Interbellum
Vanaf 15 januari 1919 ging Berndt werken als assistent-arts in het Paul-Gerhardt-Stift-Krankenhaus in Hamburg. Hij werkte daar tot september 1920. In hetzelfde jaar schreef hij een proefschrift en promoveerde. De sinds februari 1920 getrouwde Berndt, verliet de protestantse kerk op een onbekend moment, maar waarschijnlijk eind 1938 in verband met de rekrutering in de SS. Op 1 november 1933 werd Berndt lid van de Schutzstaffel. Hij werd op 14 augustus 1933 als SS-Mann ingeschaald. Hij werd ook lid van Nationalsozialistischer Deutscher Ärztebund en het Lebensborn.
Op 1 november 1938 werd hij bevorderd tot SS-Obersturmführer (eerste luitenant). Vanaf de herfst van 1938 behoorde Berndt als SS-Hauptsturmführer (kapitein) tot het 2. Sanitätsstaffel van de SS-Totenkopfstandarte II Brandenburg. Vanaf begin februari 1939 enkele weken SS-Standortarzt  (vrije vertaling: standplaatsarts) en Truppenarzt (militair arts) in het concentratiekamp Sachsenhausen. De gevangene Hans Reichwein die Sachsenhausen overleefde, beschuldigde Berndt van verkeerd afgeven van verklaringen van overlijden, en verantwoordelijk zijn voor het met kennis van mishandeling van gevangenen. Op 6 maart 1939 werd hij als militair arts naar de Sanitätsstaffel/Germania/SS-VT gecommandeerd. En werd ook als SS-Standortarzt in de SS-Verfügungstruppe in Hamburg ingezet.

### Tweede Wereldoorlog
Tijdens de Poolse Veldtocht nam Berndt als regimentsarts bij het Germania dat onder het bevel van het 14. Armee  (14e Leger) stond, midden september 1939 deel aan een moord actie van Poolse Joden. Hierna was Berndt Leitender Arzt/Stab des Befehlshaber der Waffen-SS "Ost" in Krakau. Enkele weken later als Leitender Arzt bij de Befehlshaber der Waffen-SS "Nord". In maart 1942 werd hij overgeplaatst naar het SS-Sanitätsamt, waar Berndt in het begin als Hauptabteilungsleiter (afdelingshoofd) van Abteilung I (afdeling 1) werkte. Na de herstructurering werd hij belast met de leiding over het Amtes XIII in het SS-Hauptamt. Berndt was plaatsvervanger van de ambtsleider SS-Gruppenführer en Generalleutnant in de Waffen-SS Karl Genzken. Op 1 maart 1943 werd Berndt als Leitender Arzt  in het door de SS-Obergruppenführer en General in de Waffen-SS Gottlob Berger geleidde SS-Hauptamt geplaatst, en behield deze functie tot het einde van de Tweede Wereldoorlog. Hij was tevens weer plaatsvervanger van de ambtsleider SS-Gruppenführer en Generalleutnant in de Waffen-SS Karl Genzken.
Aan het einde van de Tweede Wereldoorlog werd Berndt krijgsgevangen genomen, en overleed kort hierna. De omstandigheden van zijn dood zijn niet verklaarbaar. Volgens Karl Genzken zou Berndt tijdens zijn gevangenneming een dodelijke verwonding hebben opgelopen, en daaraan zijn overleden in het marinehospitaal in Sleeswijk-Holstein. Berndt ligt begraven op de Paulus begraafplaats in Brunsbüttel.

## Carrière
Berndt bekleedde verschillende rangen in zowel de Allgemeine-SS als Waffen-SS. De volgende tabel laat zien dat de bevorderingen niet synchroon liepen.
| Datum                                                         | Pruisische leger     | Allgemeine-SS       | Waffen-SS                              |
| ------------------------------------------------------------- | -------------------- | ------------------- | -------------------------------------- |
| 10 augustus 1914                                              | Artz                 | —                   | —                                      |
|                                                               | Oberartz der Reserve | —                   | —                                      |
| 14 augustus 1934                                              | —                    | SS-Mann             | —                                      |
| 26 september 1934                                             | —                    | SS-Sturmmann        | —                                      |
| 9 november 1934                                               | —                    | SS-Rottenführer     | —                                      |
| 6 december 1934                                               | —                    | SS-Unterscharführer | —                                      |
| 30 januari 1936                                               | —                    | SS-Scharführer      | —                                      |
| 9 november 1936                                               | —                    | SS-Oberscharführer  | —                                      |
| 20 april 1937                                                 | —                    | SS-Untersturmführer | —                                      |
| 1 november 1938 (met ingang van 12 september 1937)            | —                    | SS-Obersturmführer  | —                                      |
| 1 november 1938 (met ingang van 20 april 1938 - 1 april 1938) | —                    | SS-Hauptsturmführer | —                                      |
| 9 november 1938                                               | —                    | SS-Sturmbannführer  | —                                      |
| 25 mei 1940                                                   | —                    | —                   | SS-Obersturmbannführer in de Waffen-SS |
| 20 april 1941                                                 | —                    | —                   | SS-Standartenführer in de Waffen-SS    |
| 21 juni 1942                                                  | —                    | —                   | SS-Oberführer in de Waffen-SS          |
| 9 november 1944                                               | —                    | SS-Brigadeführer    | Generalmajor in de Waffen-SS           |

## Lidmaatschapsnummers
- NSDAP-nr.: 4 054 776[9][10] (lid geworden 1 mei 1937[1][2][7])
- SS-nr. 229 196[9] (lid geworden 1 november 1933[1][2][10][3][5])

## Onderscheidingen
Selectie:
- IJzeren Kruis 1914, 1e Klasse[3][9][1][10][2] en 2e Klasse[3][1][10][2]
- Herhalingsgesp bij IJzeren Kruis 1939, 1e Klasse[3][1][10] (20 augustus 1940[2]) en 2e Klasse[3][10][1] (14 november 1939[2])
- Kruis voor Oorlogsverdienste, 1e Klasse[1] (21 september 1944[2]) en 2e Klasse[3][10][1] (1 september 1944[2]) met Zwaarden
- Erekruis voor Frontstrijders in de Wereldoorlog[9][1][10][2][3]
- Hanseatenkruis Hamburg[1][2]
- Orde van het Vrijheidskruis (Finland)[2], 2e Klasse[1]